# Abedim (Valença)
Abedim era, em 1747, uma aldeia portuguesa da freguesia de São Cristóvão de Gondemil, no Couto de São Fins. No secular estava subordinada à Comarca de Valença do Minho, e no eclesiástico ao Arcebispado de Braga, pertencendo à Província de Entre Douro e Minho.